# Pont de la Révolution
Le pont de la Révolution est un pont routier situé dans la commune française de Limoges (Haute-Vienne), franchissant la Vienne. Inauguré en 1885, il se situe en amont du viaduc ferroviaire de Limoges et en aval du pont Saint-Martial.
Il permet de relier le centre-ville de Limoges aux quartiers des Portes Ferrées et de Magré-Romanet, sur la rive gauche de la Vienne.